# Apperley Bridge
Apperley Bridge est une banlieue de Bradford, Royaume-Uni. Il y a une gare.